# Michael Algar
Michael Algar   (South Shields, 21 de setembre de 1962) és un guitarrista, cantant, compositor anglès i lider del grup The Toy Dolls. Algar va viure a Sunderland durant la major part de la seva vida abans de traslladar-se a Tòquio l'any 2000. Després es va traslladar al centre de Londres l'any 2002, on viu des de llavors.
Les seves primeres influències musicals inclouen Dr. Feelgood, Chuck Berry, Sweet, Slade, Mud, Stiff Little Fingers, Sham 69, The Jam i The Skids.

## Trajectòria
Michael Algar «Olga», va començar a tocar música «al voltant dels 11 anys després de veure Mud, Sweet, Slade i Suzi Quatro al programa de televisió Top of the Pops». Va començar a escriure i compondre cançons als 17 anys, i va tocar en diversos grups locals com Straw Dogs i The Showbiz Kids abans de formar The Toy Dolls l'octubre de 1979. Olga ha escrit tots els àlbums del grup que inclouen títols com Absurd-Ditties, Fat Bob's Feet, Idle Gossip i Anniversary Anthems. Després de l'àlbum de debut Dig That Groove Baby, The Toy Dolls va tenir un èxit al top 10 el 1984, «Nellie the Elephant», arribant fins al número 4 a la llista de senzills del Regne Unit. Va ser seguit per l'àlbum A Far Out Disc que va arribar al número 71 a la UK Albums Chart.
La seva música s'ha utilitzat a les bandes sonores de pel·lícules de Hollywood, com Haggard: The Movie, Free Jimmy, al videojoc Tony Hawk's Pro Skater 4 i al documental Tony Hawk: Until the Wheels Fall Off.
Olga toca amb una guitarra Fender Telecaster groga amb una pastilla de pont Seymour Duncan. All Music Guide considera Olga com un dels pocs guitarristes punk que sovint fa solos de guitarra.
A més de tocar la guitarra amb The Toy Dolls, Olga ha recorregut Europa, Japó i els EUA com a baixista amb The Dickies, i apareix al seu DVD en directe An Evening with the Dickies gravat a The Wedgwood Rooms de Portsmouth el juliol de 2002. També va tocar el baix en diversos concerts nord-americans amb The Adicts. Olga també va aparèixer com a veu principal al costat de Brian Johnson d'AC/DC i John Miles, al senzill de Geordie Aid «Try Giving Everything» el 1985, amb finalitats benèfiques relacionades amb Etiòpia. Un altre disc benèfic on va aparèixer Olga va ser l'àlbum Guitarists 4 the Kids publicat el 2006.